# Río Taimura
El río Taimura (también transcrito Taymura y Tajmura) (del ruso: Таймура) es un río asiático del norte de la Siberia rusa, un afluente del río Tunguska Inferior,  a su vez afluente del curso inferior del río Yeniséi. Su longitud total es 454 km y su cuenca drena una superficie de 32 500 km² (mayor que Bélgica).
Administrativamente, el río discurre por el krai de Krasnoyarsk de la Federación de Rusia.

## Geografía
El río Taimura nace de la confluencia de dos ramales, el Sévernaya Taimura y el Yúzhnaya Taimura (respectivamente, Taimura del Norte y Taimura del Sur) en la parte central de la gran meseta Central de Siberia, en la sección llamada meseta Tunguska central. El río discurre por una región montañosa, siempre en la misma dirección Noroeste, hasta desembocar por la margen izquierda en el río Tunguska Inferior, en su curso medio, unos kilómetros más abajo de la localidad de Vivi, donde recibe por la derecha al río Vivi.
El río discurre por el antiguo okrug de Evenkía.
El río corre a través de una región remota, sombría, muy poco habitada, de modo que en su recorrido no encuentra ningún centro urbano y solamente hay pequeños asentamientos que se construyen sobre el suelo de permafrost. No hay vegetación, excepto musgos, líquenes y algunas hierbas.
Al igual que todos los ríos siberianos, sufre largos períodos de heladas (siete/ocho meses al año, desde principios de octubre a mayo/principios de junio) y amplias extensiones de suelo permanecen permanentemente congeladas en profundidad. Al llegar la época del deshielo, como se deshielan primero las zonas más al sur, el río inunda amplias zonas próximas a las riberas.